# Réseau multiterminal à courant continu

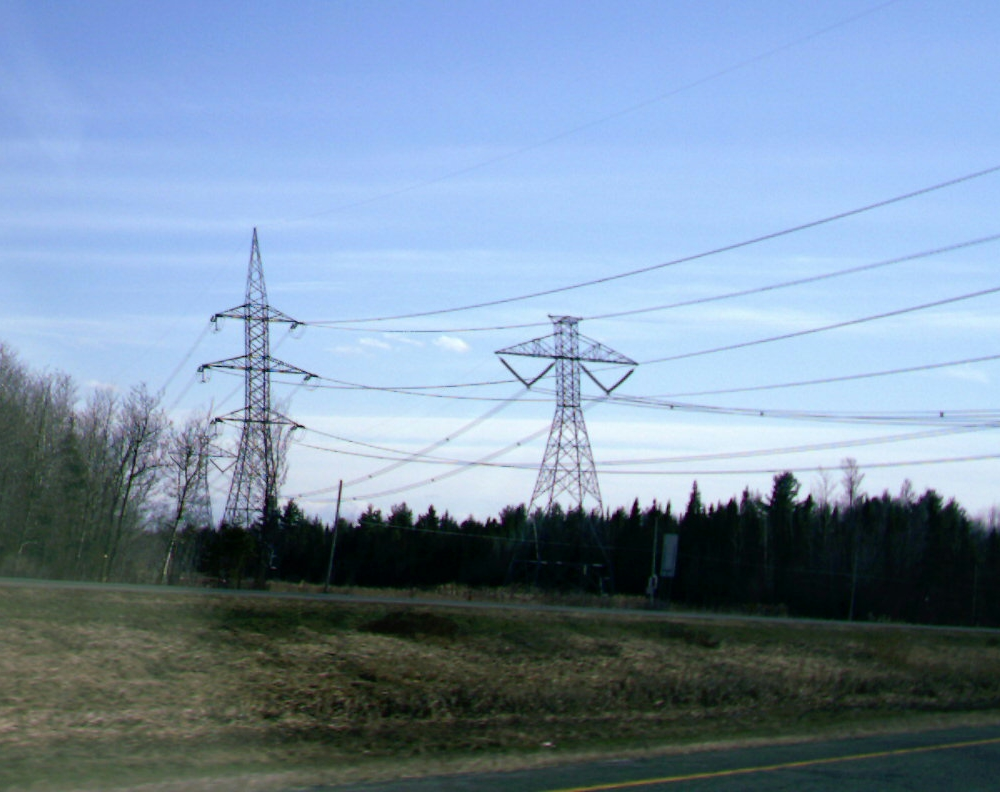
Ligne à 450 kV (à droite) au sud de l'autoroute 20 à l'est du poste Nicolet, près de Sainte-Eulalie, Québec.

Le Réseau multiterminal à courant continu (RMCC, aussi connu sous le nom de Phase I/Phase II) est une ligne à haute tension en courant continu à 2 faisceaux de 4 conducteurs à ±450 kV d'une longueur totale de 1 480 km qui relie les postes Radisson dans le nord du Québec et Sandy Pond, à Ayer, au Massachusetts. Contrairement à la plupart des autres installations HVDC en service dans le monde, le RMCC est équipé de plusieurs postes convertisseurs, qui rendent son exploitation plus flexible.

## Historique

### Contexte

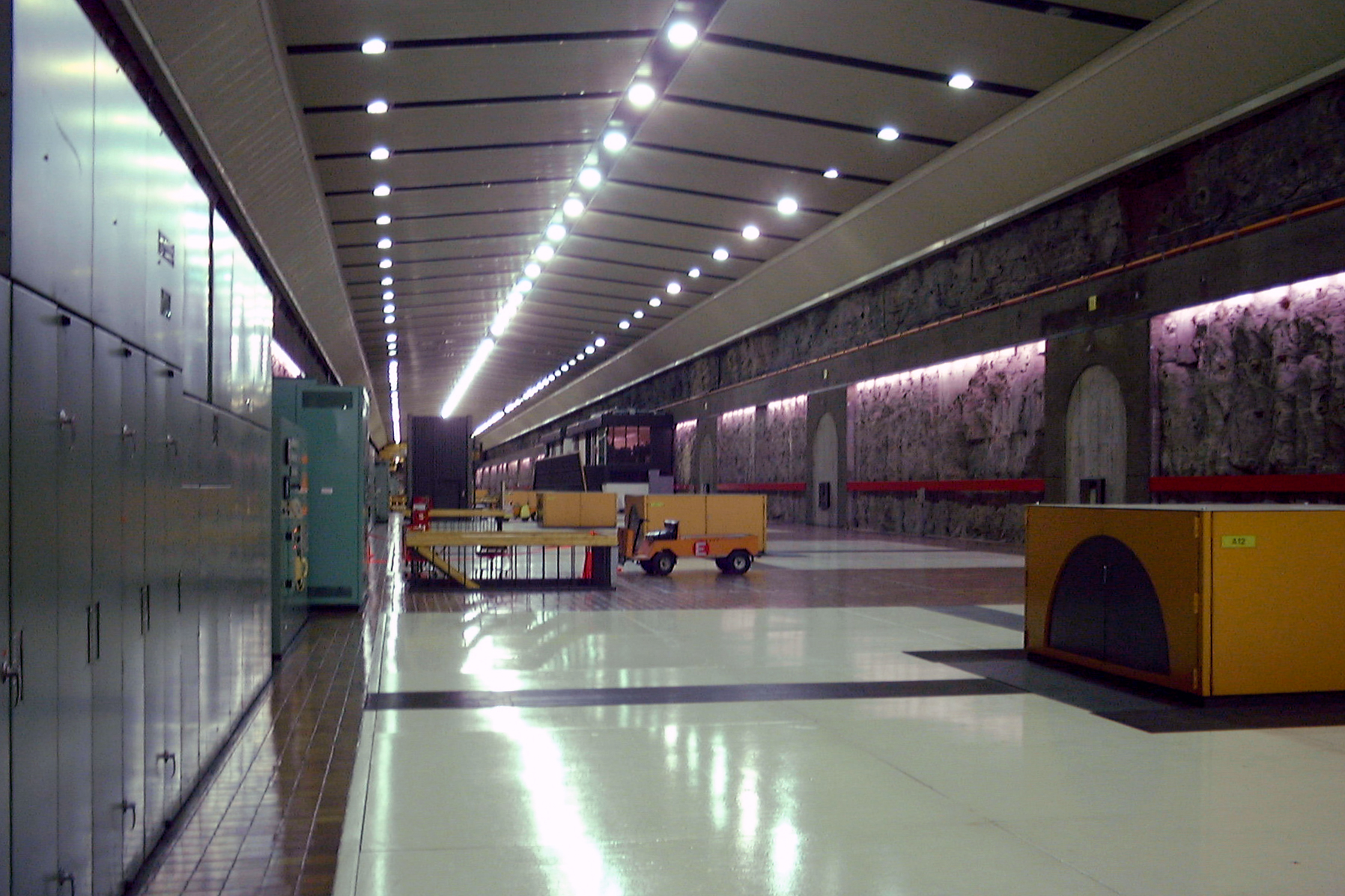
La mise en service de la centrale Robert-Bourassa, en octobre 1979 (photo) et la diminution du taux de croissance des ventes au Québec incitent Hydro-Québec à chercher des débouchés pour l'hydroélectricité québécoise au début des années 1980.

Au début des années 1980, Hydro-Québec met en service les premières centrales du projet de la Baie-James dans le Nord québécois. Afin d'exporter une partie de cette énergie vers le lucratif marché de la Nouvelle-Angleterre, les responsables de l'électricien québécois et de ses homologues du New England Pool (NEPOOL), représentant 64 distributeurs d'électricité actifs dans les six états du nord-est des États-Unis, mettent en place un comité technique dès novembre 1979 afin d'évaluer les possibilités techniques d'une interconnexion.
À cette époque, la moitié de l'électricité consommée dans les états de la Nouvelle-Angleterre était produite dans des centrales thermiques au mazout. Selon l'estimation du Département de l'Énergie des États-Unis, cette proportion était appelée à diminuer à 29 % en 1990, en raison de la construction prévue de centrales nucléaires, de la conversion de centrales du fioul vers le charbon et de la construction d'une nouvelle centrale au charbon.
Trois contrats de vente d'électricité et l’engagement de construire une ligne de transport d'électricité à courant continu sont signés le 21 mars 1983 à Faneuil Hall à Boston, en présence du premier ministre René Lévesque. Le contrat de fourniture d'énergie pour la première phase du projet prévoyait un coût basé sur la base de 80 % du coût du combustible fossile remplacé par les importations d'hydroélectricité québécoise, jusqu'à concurrence de 33 TWh sur une période de 11 ans. Un deuxième contrat, dit de stockage, permettait aux compagnies américaines d'envoyer de l'énergie au Québec lors des périodes de faible demande, pour la recevoir lorsque la demande était plus élevée. Les bénéfices de l'échange étaient partagés à 60 % pour la Nouvelle-Angleterre et de 40 % pour le Québec pendant les 5 premières années et sur une base égale pour les années suivantes. Enfin, une dernière entente, dite d'interconnexion, prévoit le partage de réserves, l'assistance mutuelle en cas d'urgence et la coordination de l'entretien des installations. Au moment de l'examen du projet par les autorités fédérales américaines, le projet permettait de produire des économies annuelles de 32,6 millions de dollars américains.

### Phase I
Dans un premier temps, le RMCC (Phase I) relie le poste Des Cantons, près de Windsor (Québec) et le barrage Frank D. Comerford, près de Monroe (New Hampshire), sur une distance de 172 kilomètres (107 mi). L'installation d'une ligne à haute tension à courant continu était nécessaire pour relier le réseau électrique québécois à celui de ses voisins, puisque la zone de contrôle du Québec n'est pas synchronisée avec les réseaux voisins de l'Eastern Interconnection. Cette ligne de transport bipolaire aérienne est entrée en service en 1986. Elle avait une capacité maximale de transfert de 690 mégawatts. La tension de fonctionnement était de ±450 kV. Les deux postes de la phase I ont été mis hors-service en 2007.

### Phase II
Dès le départ, il était prévu d'allonger la ligne afin de relier directement les installations hydroélectriques du complexe La Grande à la région métropolitaine de Boston. La ligne a été prolongée de 1 300 kilomètres : au nord, jusqu'au poste convertisseur de Radisson et au sud, vers un convertisseur semblable au poste de Sandy Pond, au Massachusetts. L'installation de convertisseurs CA-CC aux deux extrémités de la ligne a augmenté la capacité du RMCC (Phase II) à 2 000 mégawatts. La tension de transport est demeurée inchangée à ±450 kV. Un convertisseur supplémentaire a été installé au poste Nicolet en 1992. Ce poste, qui dispose d'une capacité de transport de 2 138 mégawatts, peut recevoir de l'énergie de Sandy Pond ou de Radisson en plus de permettre d'alimenter la Nouvelle-Angleterre en cas de panne du tronçon le plus nordique de la ligne.

#### Traversée du Saint-Laurent

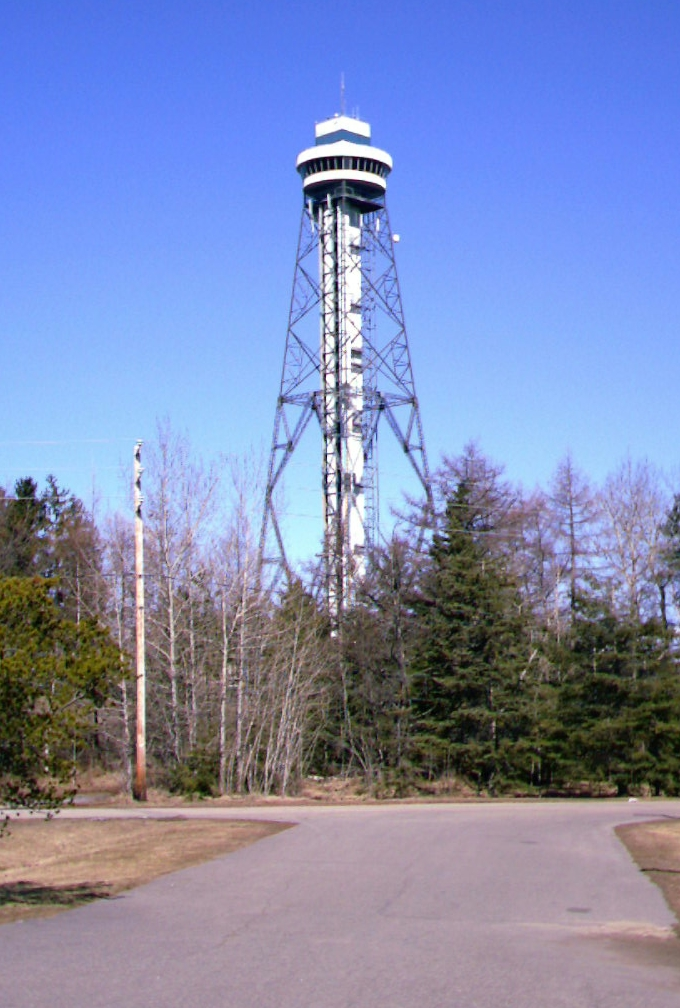
La tour d'observation de la Cité de l'énergie utilise une section d'un des pylônes démantelés lors de la mise en service de la liaison sous-fluviale.

La construction de la ligne se déroule généralement sans incident, sauf à l'endroit où les câbles à haute tension doivent traverser le fleuve Saint-Laurent, entre Grondines et Lotbinière. La volonté d'Hydro-Québec de traverser le fleuve par une ligne aérienne se heurte à l'opposition organisée des citoyens des deux rives, dont la tisserande réputée Micheline Beauchemin. Le gouvernement du Québec demande à la société d'État de remplacer la ligne aérienne par un tunnel de 4 km sous le fleuve, au coût de 144 millions de dollars canadiens. 
Cette ligne sous-fluviale a nécessité deux ans et demi de travail. Elle a été mise en service en octobre 1992. Bien que la traversée sous-fluviale d'une ligne à courant continu de 450 kV constitue une première sur le plan technologique, Hydro-Québec considère néanmoins cet épisode comme un échec sur le plan des relations avec le milieu. Les deux principaux dirigeants de l'entreprise, Richard Drouin et Claude Boivin, étaient d'ailleurs absents lors de l'inauguration de la traversée.
Après une phase d'expérimentation d'un an, la traversée aérienne est démantelée au cours de l'année 1994 et les deux sites de la traversés sont remis à l'état naturel. L'un des pylônes démantelés après la mise en service de la ligne sous-fluviale a été réutilisé lors de l'édification d'une tour d'observation à la Cité de l'Énergie de Shawinigan.

## Exploitation commerciale
Le RMCC est exploité commercialement par TransÉnergie au Québec et par ISO-NE — l'exploitant de réseau indépendant des six états de la Nouvelle-Angleterre — aux États-Unis. En mode livraison, le réseau peut être alimenté au poste Radisson en mode îloté à partir des groupes turbine-alternateur de la centrale LG-2A ou en mode synchrone par le réseau principal à 735 kV.
En mode normal, la capacité d'exportation du Québec vers la Nouvelle-Angleterre peut varier entre 105 et 2 000 mégawatts, en fonction de l'utilisation des interfaces sur les réseaux voisins de New York et de PJM (Pennsylvanie-New Jersey-Maryland), tout en permettant une capacité de transport interne vers Nicolet de la différence entre la capacité de Radisson (2 250 MW à 40 °C) et les livraisons vers Sandy Pond.
Il est possible d'inverser l'écoulement de l'énergie et d'importer de la Nouvelle-Angleterre; les postes de Sandy Pond et de Nicolet sont alors en charge. Cette situation se produit lors de creux de charge dans le nord-est des États-Unis et que le prix de l'électricité est en baisse. En effet beaucoup de sources de production d'électricité du côté américain proviennent de l'énergie thermique, qui ne peut être arrêtée et redémarrée rapidement (1 à 2 jours) pour passer des creux aux pointes quotidiennes, il y a alors un surplus de disponibilité d'énergie qui provoque une baisse du prix donc un intérêt pour en acheter.
En 2009, la quantité d'énergie transférée entre le Québec et la Nouvelle-Angleterre par le biais du RMCC a atteint 9 342 GWh, comparativement à 8 127 GWh l'année précédente.

### Attentat contre un pylône
En décembre 2004, un pylône de la ligne a été endommagé à Saint-Herménégilde, dans les Cantons de l'Est, près de la frontière canado-américaine par des charges explosives posées à sa base. L'attentat est survenu peu avant une visite du président américain George W. Bush au Canada. Il a été revendiqué par le groupe Résistance internationaliste dans un communiqué envoyé à La Presse , au Journal de Montréal et à la station de radio CKAC. Dans son communiqué, le groupe « dénonce le « pillage » des ressources du Québec par les États-Unis. »,

### Modernisation
En 2013, les exploitants des tronçons québécois et américain de la ligne annoncent qu'ils projettent de moderniser les systèmes de commande et de protection des groupes convertisseurs aux postes de Radisson, de Nicolet et de Sandy Pond, certains systèmes de protection aux postes de Grondines et de Lotbinière et l'installation d'un banc d'essai de la technologie aux laboratoires de l'Institut de recherche d'Hydro-Québec, à Varennes. La Régie de l'énergie du Québec a autorisé Hydro-Québec TransÉnergie à réaliser cet investissements de 90 millions $ canadiens dans une décision rendue en août 2013. 
Le transporteur d'électricité québécois a motivé sa demande en expliquant que le remplacement de certains équipements était nécessaire en raison de l'atteinte de la fin de la vie utile prévue de certains équipement et d'une série de défaillances, souvent inexpliquées, dans les postes des deux côtés de la frontière. National Grid et Hydro-Québec ont conclu le contrat de remplacement des équipements au conglomérat helvético-suédois ABB, le fournisseur original du projet dans les années 1980. Les travaux devraient être complétés en 2016. Les travaux seront exécutés de manière à ne jamais interrompre complètement les échanges d'électricité entre le Québec et la Nouvelle-Angleterre, sauf pour de courtes périodes.

## Projet d'extension
En décembre 2008, Hydro-Québec et les distributeurs américains Northeast Utilities et NSTAR ont déposé un projet de construction d'une nouvelle interconnexion à courant continu avec un poste convertisseur redresseur/onduleur relié à un nouveau poste Franklin au sud du New Hampshire. Il est prévu que la nouvelle ligne indépendante du RMCC, à une tension de 300 kV cc soit construite dans l'emprise existante de la ligne HVDC qui traverse le New Hampshire, où il se connectera à un droit de passage dans le nord du New Hampshire pour traverser les Montagnes Blanches. Cette ligne de 190 milles (306 km) aurait une capacité maximale de 1 200 mégawatt, soit l'équivalent de la consommation d'électricité d'un million de résidences américaines.